# Paizás
Paizás (llamada oficialmente San Salvador de Paizás) es una parroquia y un lugar del municipio español de Ramiranes, en la provincia de Orense, Galicia.

## Historia
Hasta la década de 1920, la parroquia perteneció al municipio de Freás de Eiras, que luego se fusionó con el de Villameá de Ramiranes para formar el de Ramiranes.

## Organización territorial
La parroquia está formada por quince entidades de población:

### Entidades de población
Entidades de población que forman parte de la parroquia:
- Corredoira (A Corredoira)
- Cobelas (Covelas)
- Fraguas
- O Rial
- Outeiro (O Outeiro)
- Paizás
- Pazos
- Pereira
- Sancristobo (San Cristovo)
- Silva (A Silva)
- Vilaboa
- Villaflor (Vilaflor)
- Villagarcía (Vilagarcía)
- Villariño (Vilariño)

### Despoblado
Despoblado que forma parte de la parroquia:
- Tuño

## Demografía

### Parroquia
| Gráfica de evolución demográfica de Paizás (parroquia) entre 2000 y 2023 |
|                                                                          |
| Datos según el nomenclátor publicado por el INE.                         |

### Lugar
| Gráfica de evolución demográfica de Paizás (lugar) entre 2000 y 2023 |
|                                                                      |
| Datos según el nomenclátor publicado por el INE.                     |